# 조명암
조명암(趙鳴岩, 1913년 1월 10일 ~ 1993년 5월 8일)은 조선민주주의인민공화국의 시인 겸 극작가 및 대중음악 작사가로 활동하였던 전직 정치인이었다.

## 주요 이력
본명인 조영출(趙靈出)로도 널리 불린다. 지금까지 확인된 노골적인 군국가요 중 2/3가 조명암 가사로 친일인사로 명단에 올랐다. 조선민주주의인민공화국에서는 문화어로 조령출이라고 부른다. 작사가로 활동하면서 이가실(李嘉實)이라는 예명을 비롯하여 김다인(金茶人), 금운탄(金雲灘)이라는 이름을 사용했다.

## 생애
충청남도 아산에서 출생하여 지난날 한때 강원도 철원에서 잠시 유아기를 보낸 적이 있는 그는 훗날 강원도 금화에서 성장하였으며 아버지가 일찍 사망한 뒤 어려운 가정 환경 때문에 금강산에서 운탄(雲灘)이라는 법명을 얻어 불교 승려로 있다가 1930년 한용운의 추천을 받아 불교계가 운영하던 보성고등보통학교에 입학한 특이한 경력을 갖고 있다.
1932년부터 시 작품을 발표하며 문필 활동을 시작하였고, 1934년에 《동아일보》 신춘문예에 당선되면서 본격적으로 작사가 활동에 들어갔다. 1936년에는 일본에 유학하여 와세다 대학 불문과에 입학하여 수학했다. 유학 중에도 계속 대중가요 가사를 발표하였는데, 다수의 인기곡을 배출해 일제 강점기의 작사가로는 박영호와 쌍벽을 이룬다. 조명암의 가사는 박영호에 비해 섬세한 면이 돋보였다.
일제강점기 말기에 영화 《그대와 나》의 주제가를 작사 하였고, 대표적인 친일 가요들인 〈아들의 혈서〉, 〈결사대의 처〉, 〈혈서지원〉, 〈2천5백만의 감격〉를 작사한 바 있다. 그가 작사한 군국 가요는 총 9편이 알려져 있다. 극작가로도 1944년 〈승리에의 길〉이라는 친일 연극의 각본을 썼다. 2008년 민족문제연구소가 선정한 친일인명사전 수록예정자 명단 중 음악 부문에 포함되었고, 2009년 친일반민족행위진상규명위원회가 발표한 친일반민족행위 705인 명단에도 포함되었다.
광복 후에는 조선연극동맹과 조선문학가동맹에 가입하여 좌익 계열에 가담했다. 〈독립군〉, 〈논개〉를 비롯해 낙랑극회가 문화극장, 민중극장과 공동 공연하여 많은 관객을 모은 안영일 연출의 〈위대한 사랑〉(1947)이 연극동맹 시기의 대표작이다. 1948년 월북하여 북한 예술계에서 중용되었고, 한국 전쟁 중에는 조선인민군을 위한 〈조국보위의 노래〉를 발표하는 등 진중 가요를 작사하며 활발히 활동했다.
북한에서 고위직인 문화성 부상, 민족예술극장 총장, 조선문학예술총동맹 부위원장 등을 역임하여, 대한민국에서는 오랫동안 금기시되었다. 〈꿈꾸는 백마강〉, 〈신라의 달밤〉, 〈선창〉, 〈알뜰한 당신〉, 〈목포는 항구다〉, 〈화류춘몽〉, 〈고향초〉, 〈낙화유수〉, 〈진주라 천리 길〉과 같은 일제 강점기의 히트곡들은 작사자의 이름을 바꾸어야 했다. 1988년 월북 예술인들이 해금된 후에야 작사자가 조명암임을 밝힐 수 있었다.
고전인 《춘향전》을 재해석하여 민족가극인 〈춘향전〉(1960)을 집필 했는데, 이 작품은 김정일의 특별한 관심을 받아 1980년대 후반 재창작되면서 북한 공연계에서 중요한 작품으로 취급되고 있다. 1973년에 국기훈장을 받고 김일성상 계관시인이 되었다.

## 참고자료
- 강옥희, 이영미, 이순진, 이승희 (2006년 12월 15일). 《식민지시대 대중예술인 사전》. 서울: 소도. 320~322쪽쪽. ISBN 9788990626264.
- “월북시인 조명암 詩전집 출간”. 연합뉴스. 2003년 5월 22일.